# Publius Manilius (Kommissar)
Publius Manilius († nach 167 v. Chr.) war ein im 2. Jahrhundert v. Chr. lebender Politiker der Römischen Republik aus der Familie der Manilier.
167 v. Chr. gehörte Publius Manilius zusammen mit Publius Aelius Ligus (Konsul 172 v. Chr.), Gaius Cicereius, Publius Terentius Tuscivicanus und Gnaeus Baebius Tamphilus zu einer fünfköpfigen Senatskommission, deren Aufgabe in der Neuordnung Illyriens nach dem römischen Sieg über den makedonischen König Perseus bestand. Manilius war jünger als seine vier Kollegen.
Ansonsten ist über Publius Manilius nichts bekannt. Wahrscheinlich war er der Vater des gleichnamigen Konsuls von 120 v. Chr.